# Leptopterigynandrum brevirete
Leptopterigynandrum brevirete är en bladmossart som beskrevs av Dixon in Blatter och J. Fernandez 1931. Leptopterigynandrum brevirete ingår i släktet Leptopterigynandrum och familjen Thuidiaceae. Inga underarter finns listade i Catalogue of Life.